# جون باكلي (لاعب كرة قدم)
جون باكلي (بالإنجليزية: John Buckley)‏ هو لاعب كرة قدم بريطاني في مركز الوسط، ولد في 10 مايو 1962 في East Kilbride ‏ في المملكة المتحدة. لعب مع سكونثورب يونايتد وليدز يونايتد وليستر سيتي ونادي بارتيك ثيسل ونادي دونكاستر روفرز ونادي روذرهام يونايتد ونادي سلتيك.